# Gilbert Staepelaere
Gilbert Staepelaere (Antwerpen, 5 juni 1937 - aldaar, 2 juni 1996), was een Belgisch rallyrijder. Hij behaalde in ruim 25 jaar autosport, waarvan 6 jaar als copiloot en 19 als piloot in totaal 89 nationale en internationale overwinningen, twaalf Belgische rallytitels en een onderscheiding als algemeen Belgisch kampioen. Na zijn actieve carrière was hij als 'racing officer' en public relations persoon voor Ford ook richtinggevend voor de professionalisering van de carrières van "de drie musketiers" Robert Droogmans, Marc Duez en Patrick Snijers die er allen hun talenten konden ontplooien.

## Biografie
Tijdens de jaren 1950 start Gilbert met atletiek. Na zijn schooltijd behaalt hij nationale titels in de juniorencategorie in het verspringen en de 400 meter horden.
Zijn automobiele carrière start in de competitie van 1953, wanneer hij op 16-jarige leeftijd debuteert als copiloot van vader Jules Staepelaere in een Ford Fairlane V8. Tussen 1953 en 1959 behaalt hij als copiloot samen met zijn vader in totaal 52 overwinningen. Als piloot rijdt Gilbert meestal met Ford modellen zoals de Anglia, Cortina, Mustang, Escort, Taunus en Capri, maar  in de beginjaren ook af en toe met BMW's, Austins, Porsches en Lotus (Cortina). Hij behaalt 131 overwinningen als piloot sinds 1960 en wordt officieel Ford-piloot in 1968.
In 1970 staat Staepelaere samen met de Fin Timo Mäkinen aan de start van een van de grootste marathon rally-evenementen: de London to Mexico World rally Cup. Ze rijden met de uiterst competitieve Ford Escort 1850 en vormen een sterke equipe met nog vier andere Escorts. Lange tijd ziet het er naar uit dat het team Mäkinen/Staepelaere z'n favorietenrol kan waarmaken. Maar aanhoudende pech, vooral in Zuid-Amerika, beslist er anders over. De Fin Hannu Mikkola en zijn Zweedse co-driver Gunnar Palm trekken op 27 mei met eenzelfde Escort aan het langste einde. Het duo Mäkinen/Staepelaere strandt in Mexico-Stad op de vijfde plaats. Door de derde plaats van teamgenoten Rauno Aaltonen - ook een Fin - en de Brit Henry Liddon eindigen drie Escorts in de top-vijf. De ruige rally is zo een groot succes voor het Ford-fabrieksteam.
Vanaf 1979, na zijn actieve carrière als amateur en fabriekspiloot, wordt hij adviseur bij public relations van Ford in België. Daar is hij ook actief bij de vorming van jonge nationale piloten.
De steun en inzet voor de rallysport worden na zijn dood erkend door Ford in de vorm van steun voor de Memorial Gilbert Staepelaere, een historische rallyproef bij Kapellen die eerst door Ford zelf wordt georganiseerd en eerst door de organisatie ATM en later zijn zoon Gert Staepelaere wordt overgenomen en in stand gehouden tot op vandaag.
Met zijn copiloten behaalt hij vele overwinningen: André Aerts (42), Eric Symens (23), Eugène Meeuwissen (zijn schoonbroer, 21), Pierre Christiaens (18), Eric Bessem (9) en Fredy Franssen (7), zoon Gert (4) en Jacky Ickx (2).

## Palmares[2][3]
- 89 nationale en internationale rally-overwinningen
- 12 x Belgisch Kampioen Rally
- 4 x Vice Europees Kampioen Rally
- Driver of the year 1978[4]